# Opérations Likofi
Pour l'opération similaire en République du Congo, voir Opération Mbata ya bakolo.
Opération Likofi est une action gouvernementale lancée entre 2013 et 2014 à Kinshasa en république démocratique du congo(RDC), par la police nationale congolaise (PNC) et le service de renseignements de la république, afin de lutter contre le phénomène Kuluna et toute autre forme de banditisme urbain.

## Histoire et étymologie
Après plusieurs années de victimisation et de prise en otage de la population kinoise par les bandes de jeunes gens turbulents et presque incontrôlables appelés communément « Kuluna », le duo entre la police nationale et le service de renseignements trouve certaines mesures afin d'éradiquer une fois pour toutes cette barbarie en pleine croissance dans la capitale de la République Démocratique du Congo.
La teneur de cette opération liée aux multiples plaintes, doléances, cris et pleurs vient de tous les coins de la ville de Kinshasa, allant même dans le sens à douter de la crédibilité et de la puissance de la police.
« Likofi » est un terme lingala-phone qui se traduit en français par coup de poing, d’où cette appellation pour signifier son impact,.

### Périodicité

#### Operation Likofi 1
La première phase de cette opération dénommée : « Opération Likofi 1» a couvert la période du 15 novembre au 14  décembre 2013. Une opération réclamée par la population, qui a permis à la police congolaise de contenir le mouvement. 

#### Operation Likofi 2
Vers la fin de l’année 2013, un mois après la fin de Likofi 1, durant la période allant du 15 décembre au 15 février 2014, la deuxième partie de l’opération se lance, appelée cette fois-ci : « Opération Likofi 2». Cette deuxième vague s’attaque à toutes les formes de banditisme, tant juvénile qu'autres, partout dans la ville de Kinshasa pour traquer tous les autres Kulunas restants, aussi certains criminels opérant avec armes à feu et surtout avec le port de tenues de la police et de l’armée congolaise.

## Critiques
Cette opération fait l'objet de vives critiques : violences, exécutions sommaires et disparitions forcées sont employées indistinctement contre de nombreux innocents. Les exactions, et les intimidations contre les témoins de ces exactions, de la part de la police congolaise sont également dénoncées dans un rapport publié par Human Right Watch. Au terme de ce rapport, des journalistes, des médecins, des employés de la morgue et d’autres personnes menacés par la police et par d’autres agents de l’État sont mis en garde contre la diffusion d’informations sur les exactions commises par des policiers durant l’Opération Likofi. Ces critiques poussent finalement le gouvernement congolais à opter pour un autre plan.
Avec le changement de régime découlant des élections de décembre 2018, en Août 2020, le président de la république démocratique du Congo choisit enfin cette autre option qui semble plus douce que les opérations précédentes, celle de regrouper collectivement tous les Kulunas de la capitale et de partout sur toute l’étendue de la république afin de les intégrer au service national pour travailler dans les plantations et autres services,...